# Pablo Andrés Mieres Gómez
Pablo Andrés Mieres Gómez (Montevideo, 30 de juliol de 1959) és un advocat, sociòleg i polític uruguaià pertanyent al Partit Independent.
Mieres es va doctorar en Ciència Política i es va especialitzar en sociologia per al desenvolupament. També és director de la llicenciatura en Sociologia de la Universitat Catòlica de l'Uruguai, així com professor de grau i postgrau a la UCU. Entre 1998 i 1999 va ser degà de la facultat d'Humanitats d'aquesta universitat. Fins a l'any 2007, també va ser docent de la Universitat de la República.

## Política
Va iniciar la seva militància al Partit Demòcrata Cristià de l'Uruguai (PDCU), grup polític integrant el 1982 del Front Ampli, essent secretari general de la Joventut Demòcrata Cristiana, i candidat a diputat pel Front Ampli durant les eleccions del 1984. En aquesta ocasió va ser elegit diputat suplent d'Héctor Lescano.
El 1989 el Partit Demòcrata Cristià de l'Uruguai es va retirar del Front Ampli i va passar a conformar el Nou Espai, donant suport en les eleccions del 1989 a Hugo Batalla Parentini. En aquesta ocasió va tornar a ser elegit diputat suplent d'Héctor Lescano.
El 1994, quan Hugo Batalla va decidir reintegrar-se al Partit Colorado, el PDCU va tornar al Front Ampli i Pablo Mieres va acompanyar aquesta decisió, essent candidat a diputat pel Front Ampli, donant suport per les eleccions de 1994 a Tabaré Vázquez. Mentrestant, el Nou Espai també va participar d'aquestes eleccions en forma independent liderat per Rafael Michelini. En aquestes eleccions Mieres no va resultar elegit a cap titularitat o cap suplència. El 1995, Mieres va deixar el partit i va passar a ser director d'Educació durant el govern del llavors president Julio María Sanguinetti Coirolo.
El 1996 va tornar al Nou Espai i, el 1999, Michelini ho va nomenar company de fórmula i primer diputat pel departament de Montevideo. Aquest mateix any va donar suport novament a Tabaré Vázquez en la seva candidatura presidencial. No obstant això, el 2004 es va allunyar del Nou Espai i va fundar el Partit Independent, al costat d'altres polítics que formaven part del NE. Es va presentar com a candidat presidencial pel seu partit durant les eleccions d'aquest any però no va sortir elegit i tampoc no va obtenir cap càrrec al Senat.
El 2009 va decidir presentar-se novament com a candidat únic del seu partit a la presidència del país.